# الأربعين خيط
الأربعين خيط هي إحدى القرى المحتلة والمدمرة التابعة لمركز فيق التابع لمحافظة القنيطرة في هضبة الجولان بجنوب غرب سوريا.
300 م تقع في منطقة بركانية منبسطة تنحدر أراضيها باتجاه وادي خشبة ومسيل الشرولي تبعد عن طريق عام جوخدار-خسفين المار شرقاً مسافة 5 كم وعن خسفين 8 كم.